# Christian R. Lange
Christian Robert Lange (* 5. Dezember 1975 in Berlin) ist ein deutschsprachiger Islamwissenschaftler und Schriftsteller.

## Leben
Lange wurde 1975 in Berlin geboren und machte in Recklinghausen sein Abitur. Nach seinem Studium der Islam-, Religions- und Rechtswissenschaften in Tübingen, Kairo, Paris und Cambridge (Massachusetts) wurde er 2006 an der Universität Harvard mit einer Arbeit über die Rechts- und Religionsgeschichte der Seldschukenzeit (11.–12. Jhd. n. Chr.) promoviert. Von 2007 bis 2011 war er Lecturer in Islamic Studies an der Universität Edinburgh. Seit dem Frühjahr 2011 ist er Professor für Islamische und Arabische Studien der Universität Utrecht.

## Werk
Im Jahr 2005 veröffentlichte er unter dem Pseudonym Robert Nagel das Reisetagebuch Einmal Islam und zurück. In dieser Sammlung von Essays über Städte in der islamischen Welt beschreibt er unter anderem seine Erfahrungen in traditionellen islamischen Lehrinstitutionen (Medressen) in Marokko, Oman und Iran. Darüber hinaus gibt er einen Einblick in das Befinden islamischer Gesellschaften im Jahr der amerikanischen Invasion des Irak.
Sein Debütroman Der geheime Name Gottes erschien 2008. Er erzählt vom Schicksal des Ibn Battuta, des „Marco Polo der Araber“, der im 14. Jahrhundert die gesamte islamische Welt von Marokko bis China bereiste. In Der geheime Name Gottes werden Motive aus der islamischen Mystik (Sufismus) mit der politischen Geschichte des Islam verwoben und in eine Epochen überspannende Rahmenhandlung eingefügt.
Christian Langes islamwissenschaftliche Forschung widmet sich insbesondere der islamischen Rechtsgeschichte und den islamischen Jenseitsvorstellungen.

## Schriften
- Robert Nagel: Einmal Islam und zurück. Kadmos, Berlin 2005, ISBN 3-931659-68-2.
- Christian R. Lange: Der geheime Name Gottes. Zabern, Mainz 2008, ISBN 978-3-8053-3841-7.
- Christian Lange: Justice, Punishment, and the Medieval Muslim Imagination. Cambridge University Press, Cambridge 2008, ISBN 978-0-521-88782-3.
- Christian Lange: Paradise and Hell in Islamic Traditions. Cambridge University Press, Cambridge 2016, ISBN 978-0-521-50637-3.
- Christian Lange: Mohammed. Perspectieven op de Profeet. Amsterdam University Press, Amsterdam 2017, ISBN 978-94-6298-530-8.